# Kropáčova Vrutice
Kropáčova Vrutice – wieś i gmina w Czechach, w powiecie Mladá Boleslav, w kraju środkowoczeskim. Według danych z dnia 1 stycznia 2013 liczyła 877 mieszkańców.
Pierwsza pisemna wzmianka o miejscowości pochodzi z roku 1385.
W 1886 r. Woldřich odkrył i po raz pierwszy opisał tzw. rondel – budowlę ziemną z czasów neolitu. Systematyczne badania archeologiczne zostały przeprowadzone w latach 1980–1990.